# Plac św. Michała w Sanoku
Plac św. Michała w Sanoku (dawniej Plac Mansjonarski, Plac Pokoju, Mały Rynek) – plac w centrum Sanoka.

## Historia
Plac położony jest w centrum Sanoka, w dzielnicy Śródmieście. Wraz z kościołem parafialnym usytuowany jest blisko sanockiego rynku za kamienicami zabudowy przyrynkowej, przy głównej ulicy Jana Grodka wiodącej z rynku do drogi krajowej nr 84. Plac przecina ulica Marszałka Józefa Piłsudskiego (ze wschodu na zachód), zaś odchodzą ulica Grzegorza z Sanoka (na południe) oraz Łazienna (na północ). Patronem placu jest św. Archanioł Michał.
Plac ten ukształtowany został wtórnie w 1784 roku po niwelacji znajdującego się w tym miejscu cmentarza grzebalnego należącego do kościoła pw. św. Michała. W przeszłości plac zwany był Mansjonarskim z racji mansjonarzy zamieszkujących w budynku przylegającym od zachodu. W okresie do 1944 roku był to obszerny plac targowy, postojowy dla kupców i miejsce dla jarmarków. Plac przy kościele mógł także służyć innym potrzebom.
Do 1919 roku nosił nazwę Plac Celny. Podczas II wojny światowej w okresie okupacji niemieckiej 1939-1944 plac przemianowano na Danziger Freiheitsplatz (pol. Plac Wolności Gdańska). W okresie PRL zwany był Placem Pokoju. W grudniu 1989 uchwałą Miejskiej Rady Narodowej w Sanoku Plac Pokoju został przemianowany na Plac św. Michała.
Zwyczajowo jest określany jako „Mały Rynek w Sanoku” w odróżnieniu do „Dużego Rynku” tj. rynku w Sanoku.
W 1989 roku na placu ustanowiono postój taksówek. Od 1998 roku zarząd nad placem sprawuje miasto Sanok.
Z wykopalisk w 1890 roku pochodzą z terenu Sanoka denary cesarza Wespazjana i Nerwy. W 1960 roku podczas prac budowlanych wykopano denary rzymskie Hadriana, Marka Aureliusza i Faustyny. Od 2010 roku trwa rewitalizacja Placu św. Michała wraz z ulicami przyległymi. Jest to VII etap realizowanego od kilku lat miejskiego programu „Sanocki Park Dziedzictwa Kulturowego”. W jego ramach dokonano już przebudowy rynku miejskiego. Rewitalizacja placu ma zostać ukończona w roku 2013. W grudniu 2011 podczas prowadzonych prac ziemnych odkopano pod nadzorem archeologów pozostałości cmentarzyska przycerkiewnego na ulicy Jana III Sobieskiego, równoległej do pl. św. Michała. Od 2012 roku rozpoczęto proces zmierzający do rewitalizacji placu. Jest poprzedzony pracami archeologicznymi na całym terenie placu, w ramach których natrafiono m.in. na ludzkie szkielety, monety. Odkryto także pozostałości kościoła, w którym w 1417 roku król Władysław II Jagiełło poślubił Elżbietę Granowską.

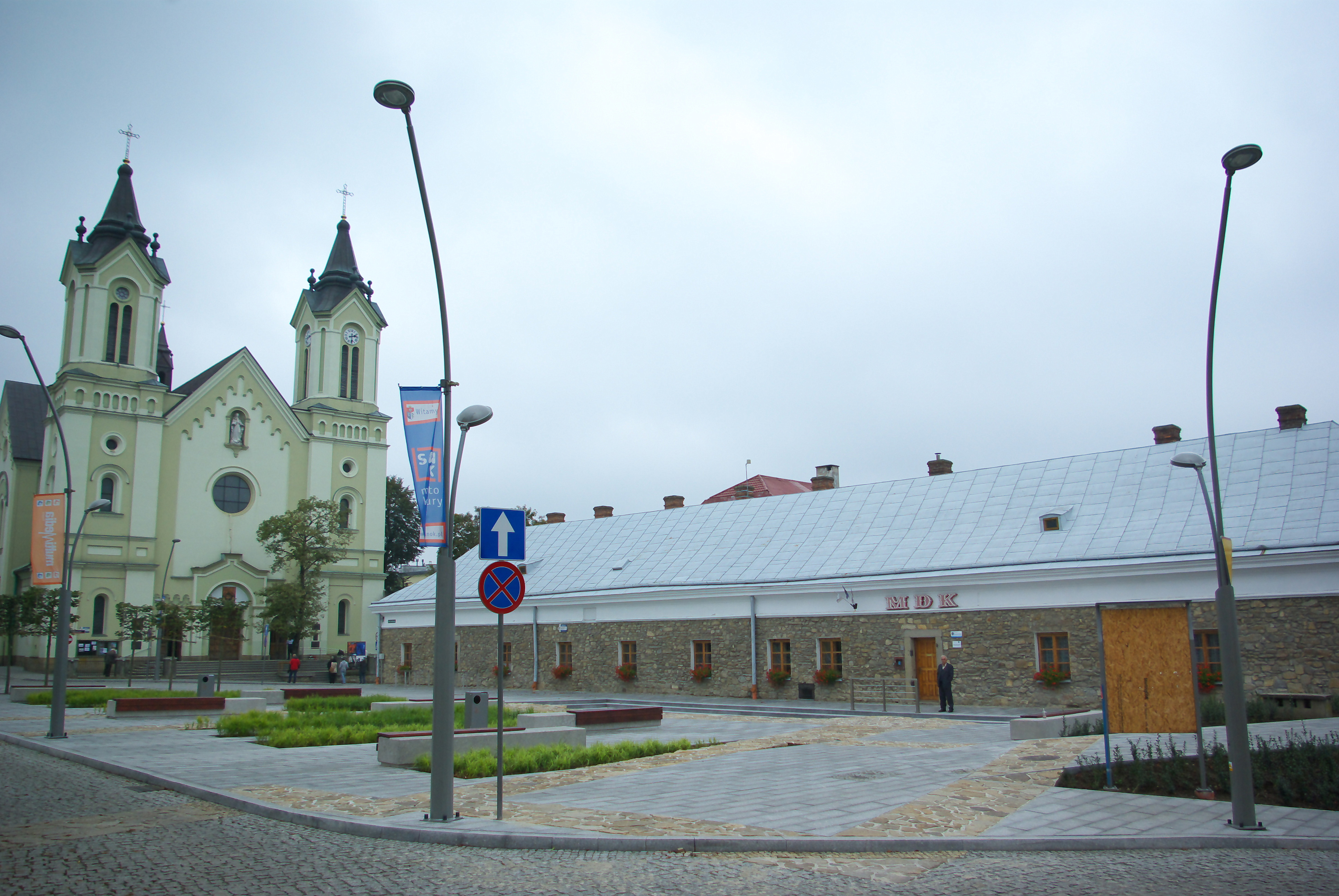
Plac św. Michała, widok od północnego wschodu

U wylotu do ulicy Jana Grodka rośnie kasztanowiec, zasadzony przed 1912 staraniem Towarzystwa Upiększania Miasta Sanoka (powstałego w 1904) i stanowiący atrakcję turystyczną.
W 2008 ogłoszono konkurs architektoniczny na projekt rewitalizacji Placu św. Michała wraz z ulicami przyległymi. Wygrało biuro Podczaszy Pracownia Architektury z Krakowa, które znacząco zmieniło funkcję ówczesnej przestrzeni, starając się powrócić do korzeni tego miejsca: kultu religijnego czyli kształtu Kościoła św.Michała, gdzie ślub brał Władysław Jagiełło oraz produkcji i handlu kafli piecowych, która mieściła się na terenie obecnego budynku MDK. Centralną część Placu stanowi przestrzeń wypoczynku chwilowego, zagospodarowana elementami małej architektury, zielenią niską i średnio- wysoką. Jednolity kolor nawierzchni pozwala na przestrzenne usystematyzowanie przedmiotów małej architektury, drzew, elementów infrastruktury oraz przestrzennej funkcji poszczególnych miejsc placu. Całość Placu ograniczona jest wyrazistymi w pokroju sześciu lip, które pozwalają wyznaczyć początek powierzchni placu. W nawierzchni placu odzwierciedlono dokładny kształt i lokalizację Kościoła Św. Michała, którego wytyczono po długich badaniach archeologicznych.

## Zabudowa
- Kościół Farny pw. Przemienienia Pańskiego z XIX wieku z płytą nagrobną starosty sanockiego Sebastiana Lubomirskiego z 1558 roku. Budynek został wpisany do wojewódzkiego (1990)[22] oraz do gminnego rejestru zabytków miasta Sanoka[23].
- Dom mansjonarski z XVIII w.[24] pod numerem 6. W okresie PRL pod adresem ówczesnego Placu Pokoju 5[25]. Budynek został wpisany do wojewódzkiego (1952)[22] oraz do gminnego rejestru zabytków miasta Sanoka[23].
- Kamienica pod adresem Plac Świętego Michała 3, położona od strony północnej, u zbiegu z ulicą Łazienną. Budynek wpisany do gminnego rejestru zabytków miasta Sanoka, opublikowanego w 2015[23].
- Budynek pod adresem Plac Świętego Michała 4.
- Kamienica pod adresem Plac Świętego Michała 5, położona od strony północno-wschodniej, u zbiegu z ulicą Jana Grodka. Budynek wpisany do gminnego rejestru zabytków miasta Sanoka, opublikowanego w 2015[23].
- Budynek we wschodniej części placu, w którym istniał lokal cukierniczy zwyczajowo zwany „U Popka”, prowadzony przez Piotra Popka[26][27]. W 1998 w tym miejscu ulokowano sklep obuwniczy[28].
- Na placu 17 listopada 2018 został odsłonięty pomnik św. Michała Archanioła, poświęcony tego dnia przez ks. abp. Adama Szala[29]. Rzeźba, według projektu Agnieszki Świerzowicz-Maślaniec i Marka Maślańca, została odlana w brązie i liczy łącznie z cokołem 5 m, zaś za projekt budowlany instalacji monumentu odpowiadała inż. arch. Mariola Sidor[30][31]. Zgodnie z atrybutem świętego, na tarczy Archanioła Michała widnieje napis w języku łacińskim: „Quis ut Deus” (pol. „Któż jak Bóg”)[32].

## Plac w kulturze i sztuce
- Kalman Segal: Nad dziwną rzeką Sambation, 1957 (strony 31, 33, 70).